# Kung-Ekoka jezik
Kung-Ekoka jezik (ǃhu, ǃkhung, ǃku, ǃkung, ǃxu, ǃxun, ǃxung, ekoka-ǃxû, kung, qxü; ISO 639-3: knw), jezik sjeverne skupine južnoafričkih kojsanskih jezika. Govori ga 1 760 ljkudi u Namibiji (2000;  Okavango i Ovamboland) i 1 640 u Angoli (2000).
Možda je isti kao i vasekela bušmanski ili ǃ’o-ǃkhung [vaj]. Dijalekt: akhoe.

## Vanjske poveznice
- Ethnologue (14th)
- Ethnologue (15th)